# Berg (Horní Franky)
Berg je obec v německé spolkové zemi Bavorsko, v zemském okrese Hof. Leží dvanáct kilometrů severozápadně od Hofu na dálnici A9.

## Geografie
Nejvyšším místem na území obce je 644 metrů vysoký pahorek.

### Místní části
Obec je oficiálně rozdělena na 30 částí.
| - Barthelsmühle - Berg - Blumenaumühle - Brandstein - Bruck - Bruckmühle - Bug - Eisenbühl - Erzengel - Feldmühle - Geiersberg - Gottsmannsgrün | - Gupfen - Hadermannsgrün - Holler - (Lerchenhaag) - Lohwiese - (Ludwigshöhe) - Maihof - (Mitteltiefengrün) - Moos - (Obertiefengrün) - Rothleiten - Rudolphstein | - Sachsenvorwerk - Schnarchenreuth - Steinbühl - Steingrün (Hofname Mohrnhaus) - Tiefengrün - Untertiefengrün - Wacholderreuth - Waldlust - Weißenbachmühle - Wiesenhaus |

## Historie
První písemná zmínka o obci pochází z 5. dubna 1322. Místo je pojmenováno po šlechtickém rodu z Bergu. Dnešní obec byla vytvořena ediktem v roce 1818.

## Politika

### Městská rada
Městská rada má 15 členů:
- CSU: 6 křesel
- Überparteiliche Wählergemeinschaft Berger Winkel: 5 křesel
- SPD: 4 křesel

(Stav: komunální volby 2. března 2008)

### Partnerská města
- Jämtland

## Památky
- kostel sv. Jakuba, evangelicko-luterský kostel, původně ze 14. století